# Йон Чубук
Йон Чубук (на румънски: Ion Ciubuc) е молдовски икономист и политик, трети министър-председател на Молдова от януари 1997 г. до февруари 1999 г.

## Биография
Йон Чубук е роден на 29 май 1943 г. в село Хъдъръуц, Окницки район. Завършва Селскостопанския институт в Одеса през 1970 г. със специалност аграрна икономика. Впоследствие защитава и докторантура по икономика.
В периода между 1960 и 1984 г. заема различни позиции в няколко стопански звена и държавни институции. Първоначално работи като икономист в колхоз „1 май“ в родното си село Хъдъръуц (1960 – 1963), след което отбива задължителната си военна служба в Съветската армия ( 1963 – 1966). При връщането си в Молдавската ССР, той е назначен за главен икономист и президент на колхоза в селата Хъдъръуц и Требисъуц (1966 – 1973), след това е председател на Колхозния съвет на Бриченски район (1973 – 1975).
Изпратен е на политически курс, организиран от Академията за социални науки към ЦК на Комунистическата партия на Съветския съюз, след което става инструктор на PCM[ неясно? ]в Кишинев (1975 – 1976). В периода 1976 – 1978 г. е одитор в Академията на науките в Москва. Завръща се в Молдавската ССР през 1978 г., като е назначен за първи секретар на Окръжния комитет на Вулкънещ на Комунистическата партия на Молдавската ССР. Тази длъжност заема до 1984 г.
Между 1984 и 1986 г. Чубук е първи заместник-председател на Държавния комитет за планиране (Госплан) на Молдавската ССР. След това, от 1986 до 1989 г., е ръководител на отдела за селскостопански изследвания в Института за научни изследвания в областта на селското стопанство на Молдавската ССР. До 1990 г. заема длъжността вицепрезидент на агропромишления комплекс на Молдавската ССР.
Умира през 2018 г. на 74 години.